# Hermanas Elhers
Hermanas Elhers es el nombre con el que se conoció a Adriana Elhers (Veracruz, 1894-Guadalajara, 1972) y Dolores Elhers (Veracruz, 1896 - Guadalajara, 13 de febrero de 1983), fueron  directoras, documentalistas, fotógrafas y productoras, ambas dedicadas, entre otras actividades, al cine en México, en el que fueron pioneras. En este rubro trabajaron juntas y destacaron por crear el primer laboratorio cinematográfico del gobierno mexicano.

## Biografía
Crecieron en el puerto de Veracruz en la casa de su madre viuda y una madrina. En dicho puerto apoyaron la Revolución Mexicana, y en su casa se sostenían reuniones clandestinas organizadas para liberar a presos políticos. Adriana Elhers empezó a trabajar en un estudio fotográfico en donde aprendió dicha actividad. Luego, decidieron instalar un taller de fotografía propio. Aprovecharon la visita del entonces presidente Venustiano Carranza al puerto en 1915 para tomarle una fotografía y mostrarle su trabajo. Agradecido por la calidad del trabajo, les otorgó una beca para estudiar en el extranjero, de tal manera que en 1916 viajaron a Boston, a donde arribaron el 4 de septiembre de 1916 y estudiaron cinematografía por tres años. En Nueva York, gracias a la continuación de la beca del gobierno de México, terminaron sus conocimientos sobre cine en los estudios de la Universal Pictures Company.
Durante la Primera Guerra Mundial trabajaron para el gobierno de Estados Unidos creando filmes sobre la salud de los soldados.
A su vuelta a México en 1919, instalaron la Casa Elhers en la Ciudad de México, en donde vendían los productos cinematográficos de la marca Nicholas Power Company (fabricante de proyectores). Adriana fue elegida como jefa del Departamento de Censura, mientras que Dolores fue elegida como jefa de cinematografía del recién establecido gobierno, encabezado por Adolfo de la Huerta.

## Filmografía[7][8]
- Un paseo en tranvía en la Ciudad de México, 1920
- El agua potable en la Ciudad de México, 1920
- La industria del petróleo, 1920
- Las pirámides de Teotihuacán, 1921
- Museo de Arqueología, 1921
- Servicio postal en la Ciudad de México, 1921
- Real España vs Real Madrid, 1921

## Homenaje
Dora Guzmán rinde un homenaje con El ojo de las hermanas Elhers, película muda, hecha en blanco y negro, se presentó durante el Women and the silent screen del Eye Internacional Conference 2019, en Eye Filmmuseum  de Ámsterdam.
El 30 de marzo de 2023, los Estudios Churubusco develaron 8 placas con los nombres de las pioneras de la industria del cine mexicano, las cuales están en la entrada de los foros de grabación. Las homenajeadas fueron Adriana y Dolores Ehlers, Cándida Beltrán, Mimí Derba, Matilde Landeta, Gloria Schoemann, Elena Sánchez, Carmen Toscano, y Adela Sequeyro.